# Euphorbia korshinskyi
Euphorbia korshinskyi är en törelväxtart som beskrevs av Geltman. Euphorbia korshinskyi ingår i släktet törlar, och familjen törelväxter. Inga underarter finns listade i Catalogue of Life.